# ヴォンゼース
ヴォンゼース (ドイツ語: Wonsees) は、バイエルン州クルムバッハ郡（オーバーフランケン行政管区）の市場町で、カーゼンドルフ行政共同体の一員である。この町はアウトバーンA70沿い（出口21 - シラドルフ）に位置する。

## 地理

### 自治体の構成
この町は、公式には11の地区 (Ort) からなる。このうち小集落や孤立農場などを除く集落を以下に列記する。
- フォイラースドルフ
- ゲルプスロイト
- グローセンヒュル
- クラインヒュル
- ザンスパライル
- シルラドルフ
- ヴォンゼース
- ツェダージッツ

## 歴史
1323年にヴォンゼースは市場開催権を獲得した。1792年からプロイセンのバイロイト侯領のアムトが置かれたが、1807年のティルジットの和約によりフランスへ、さらに1810年にはバイエルン王国に、その支配権が移された。バイエルン王国の行政改革の際、1818年に発令された自治体令により現在の自治体が成立した。

## 行政

### 町議会
町議会は町長を含めて15議席である。

## 文化と見所

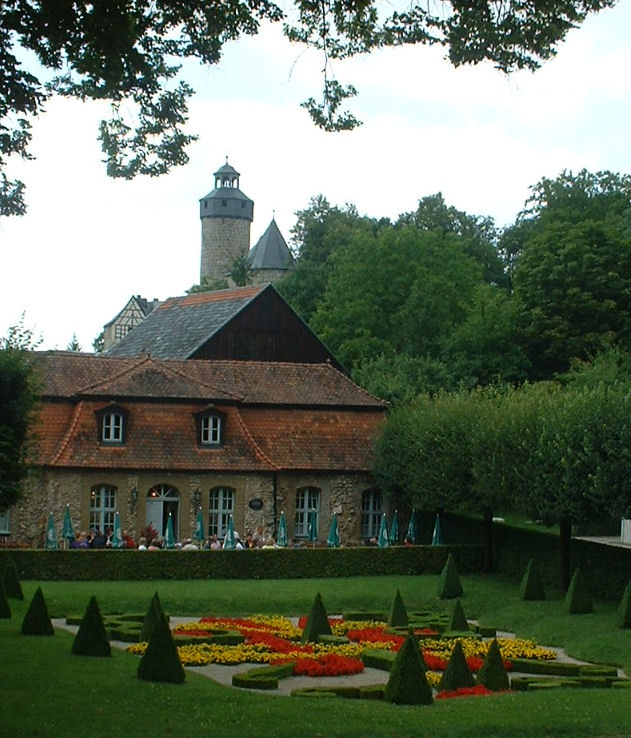
ツヴェルニッツ城

- ツヴェルニッツ城： かつてのオーバーフランケンのヴァルポーテン（シュヴァインフルト辺境伯の陪臣）の居城であったが、1338年から1810年までホーエンツォレルン家の居城となった。
- ザンシュパライル・ロックガーデン： ツヴェルニッツ城の真下に位置する。奇妙な石組みと東洋風の建物がある。

## 引用
1. ↑  https://www.statistikdaten.bayern.de/genesis/online?operation=result&code=12411-003r&leerzeilen=false&language=de Genesis-Online-Datenbank des Bayerischen Landesamtes für Statistik Tabelle 12411-003r Fortschreibung des Bevölkerungsstandes: Gemeinden, Stichtag (Einwohnerzahlen auf Grundlage des Zensus 2011)
2. ↑  Bayerische Landesbibliothek Online